# Sobrànigues
Sobrànigues és un nucli empordanès del municipi de Sant Jordi Desvalls, a la comarca del Gironès. Està situat al sud del terme i a l'esquerra del riu Ter. És a mig camí entre Sant Jordi Desvalls i Flaçà. El 2022 tenia 41 habitants, segons dades oficials. S'hi arriba per una carretera que arrenca de la carretera Medinyà-Torroella de Montgrí, prop de l'estació i que, passat Sobrànigues, travessa el Ter per un passadís i continua fins a Flaçà. Les seves cases s'agombolen dins del cercle format pels carrers del Nord, de Sant Pere i del Ter, i al bell mig s'hi obre l'espai de la Plaça Vella. La capella de Sant Pere de Sobrànigues està situada en un extrem del nucli de Sobrànigues. Es tracta d'un petit edifici del segle xviii, d'una nau i absis semicircular, amb una porta de llinda monolítica, una finestra petita i estreta i un campanar d'espadanya de grans dimensions. Anteriorment, va pertànyer al capítol de la seu de Girona.